# Charles Weidman
Pour les articles homonymes, voir Weidmann.
Charles Weidman est un danseur, chorégraphe et pédagogue américain né le 22 juillet 1901 à Lincoln dans le Nebraska aux États-Unis et mort le 15 juillet 1975 à New York.

## Biographie
Charles Weidman, après avoir été danseur à la Denishawn School à Los Angeles, fonde en 1928 avec Doris Humphrey une école et une compagnie. Ensemble, ils participent à l'enseignement et à la création de la danse moderne aux États-Unis.
En 1945, Charles Weidman crée seul sa propre compagnie, The Charles Weidman Theatre Dance Company.
Ses œuvres sont généralement satiriques, abordant les problèmes sociaux et politiques de son époque.

## Principales chorégraphies
- Atavisms (1936)
- Opus 51 (1938)
- On My Mother's Side (1940)
- Flickers (1941)
- And Daddy Was a Fireman (1943)